# Yan Bartelemí
Yan Bartelemí est un boxeur cubain né le 5 mars 1980 à Arroyo Naranjo.

## Carrière
Champion du monde de boxe amateur à Belfast en 2001 dans la catégorie mi mouches, il remporte la médaille d'or aux Jeux panaméricains de Saint-Domingue en 2003 et devient champion olympique aux Jeux d'Athènes en 2004 après sa victoire en finale contre le Turc Atagun Yalcinkaya. 
En décembre 2006, Bartelemí choisit de fuir son pays, qui ne reconnait que le statut amateur, en compagnie de Yuriorkis Gamboa et d'Odlanier Solis à l'occasion d'une compétition au Venezuela pour émigrer aux États-Unis et entamer une carrière professionnelle. 

## Parcours auxJeux olympiques
Jeux olympiques d'été de 2004 à Athènes (poids mi-mouches) :
- Bat Miguel Angel Miranda Guerra (Venezuela) par arrêt de l'arbitre au 3e round
- Bat Suban Pannon (Thaïlande) 23-14
- Bat Hong Moo-Won (Corée du Nord) 30-11
- Bat Zou Shiming (Chine) 29-17
- Bat Atagun Yalcinkaya (Turquie) 21-16